# Université Constructor
L'université Constructor (Constructor University, anciennement, International University Bremen puis Jacobs University Bremen ou JUB) est une université privée située à Brême, Allemagne, et fondée en 2001 par la ville de Brême, l'Université de Brême et l'université Rice.  En novembre 2022, elle a été rebaptisée Constructor University. Elle tirait son nom de la Fondation Jacobs.
Le président de l'université est Heinz-Otto Peitgen. Le Board of Governors est présidé depuis le 1er janvier 2008 par Karin Lochte.
1 370 étudiants de 108 nationalités sont inscrits à l'université Constructor. Le nombre de professeurs et maîtres de conférence s'élève à 130 (janvier 2013), celui du personnel de recherche à 264.
L'université Constructor offre des formations en sciences de l'ingénieur, sciences naturelles et mathématiques, sciences humaines et sciences sociales. 20 cursus de bachelor et 24 cursus de Master sont proposés. Tous les cursus de bachelor sont accrédités. La langue d'instruction est l'anglais.
Les frais de scolarité pour un cursus de Bachelor ou de Master s'élèvent à 20 000 euros par an. Lors du processus d'admission, les candidats ne sont cependant sélectionnés qu'à partir de leur qualification. Des bourses et des crédits sont ensuite proposés afin que tous les candidats admis puissent financer leurs frais de scolarité.
L'université est divisée en trois départements :
- School of Engineering and Science (SES) ;
- School of Humanities and Social Sciences (SHSS) ;
- Jacobs Center for Lifelong Learning and Institutional Development (JCLL).

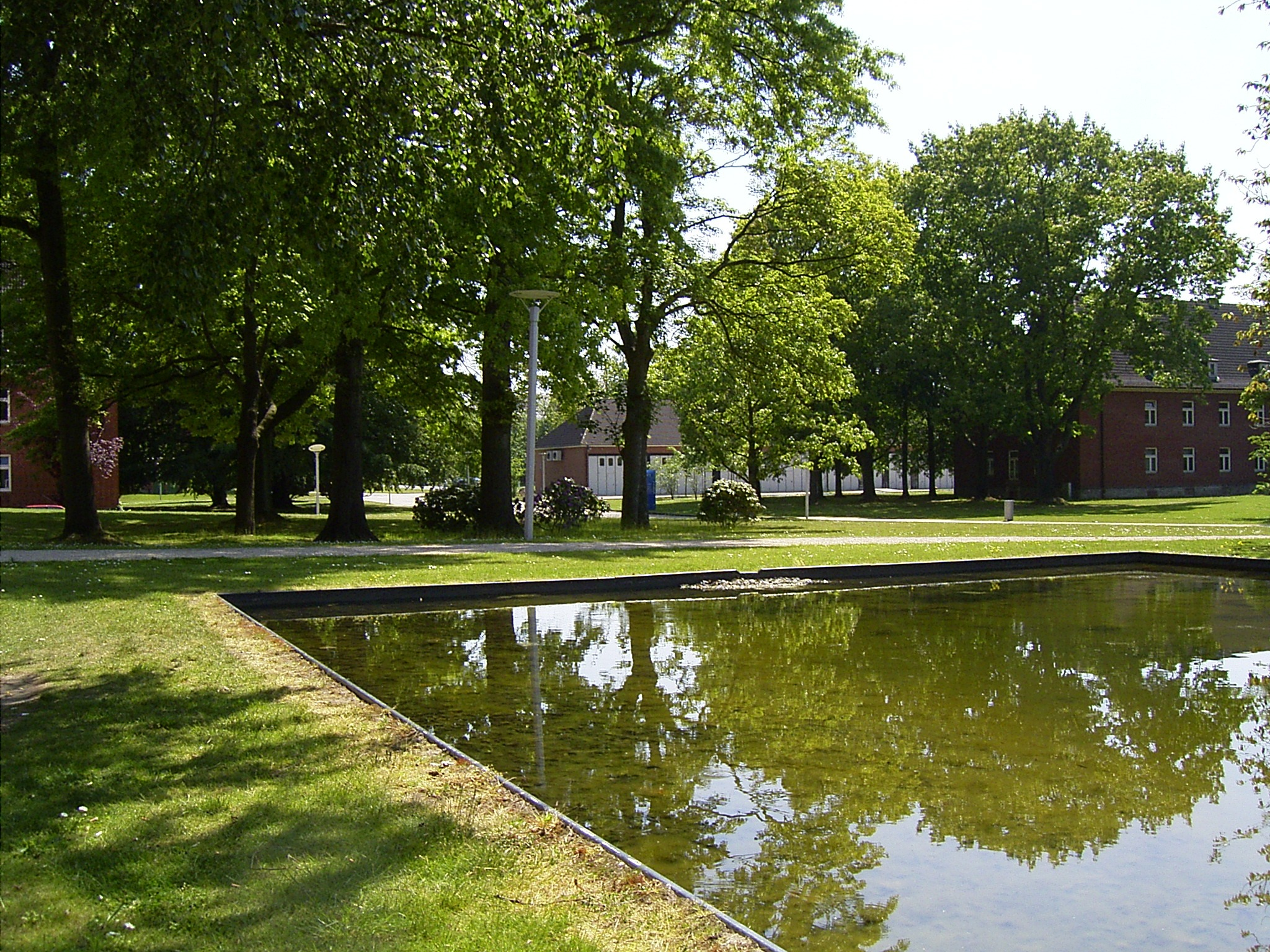
Campus international de l'IUB

Au terme de leur cursus, les étudiants obtiennent le titre académique de Bachelor of Arts, Bachelor of Science, Master of Arts, Master of Science, Executive Master / Master of Business Administration ou de Doctor of Philosophy (PhD).
Le campus de l'université Jacobs de Brême se trouve sur le site de l'ancienne Roland-Kaserne à Brême Grohn.

## Colleges/ Résidences
Les étudiants undergraduate (cursus de Bachelor) vivent dans quatre Residential Colleges (Alfried Krupp College, Mercator College, College III et college nordmetall), selon la tradition d'universités telles qu'Oxford et Cambridge.